# Goaxicar
No debe confundirse con el cacique de Xocotlán, Ahuacatlán y Hostotipaquillo.
Goaxicar (del náhuatl: Coaxicar ‘Serpiente de jícara’) (¿1500?-¿1570?) fue un cacique que gobernaba Xochitepec (Pueblo de Goaxicar) hasta 1541. Xochitepec es la actual Magdalena, pueblo que pertenecía al señorío de Etzatlán. Participó en diversas sublevaciones en contra de los españoles. 

## Sublevaciones y vida
Vivía en la isla de Atitlán, isla dedicada a la vida religiosa. Antes de la llegada de los españoles, dirigía la cabeza de Xochitepec, dirigiendo a Guaxacatlán, a Oztoticpac y a Xotlán; con una población de cuatro mil nativos para Etzatlán. Goaxicar opuso resistencia a la presencia de los españoles en el occidente de México, dedicando todo su empeño en evitar la presencia de los conquistadores y con ello la opresión y despojo de su pueblo. Francisco Cortés de San Buenaventura conquistó Etzatlán en 1524, y Goaxicar tuvo que rendirle tributo y obediencia de mala manera para evitar la invasión de Xochitepec. En 1538 se sublevó, pero fue vencido por los españoles comandados por el explorador Cristóbal de Oñate, que fue mandando por el virrey Antonio de Mendoza al pueblo para ver si quedaron supervivientes después de la sublevación. Posteriormente siguió extendiendo sus conquistas hasta Xocotlán. En 1534 los españoles solicitaron la ayuda de Goaxicar para construir el convento de Etzatlán. En 1541 se unió a la confederación de los pueblos Tequila, Ameca y Ahualulco durante la Guerra del Mixtón. Ese mismo año fue bautizado.